# Güven Bakır
Güven Bakır (* 1939 in Izmir; † Mai 2018 ebenda) war ein türkischer Klassischer Archäologe.
Güven Bakır arbeitete seit 1959 im Direktorat für Archäologie und Museen von Izmir. Er studierte an der Ege Üniversitesi in Izmir und erlangte dort 1964 seinen Abschluss. Mit seiner Frau Tomris Bakır absolvierte er ein Promotionsstudium am Archäologischen Institut der Universität Heidelberg. 1972, ein Jahr vor seiner Frau, wurde er dort bei Roland Hampe mit der Arbeit Sophilos. Ein Beitrag zu seinem Stil promoviert. Nach der Rückkehr in der Türkei wurde er 1979 Assistenzprofessor an der Ege Üniversitesi. Seit 1981 leitete er die Ausgrabungen der antiken griechischen Stadt Klazomenai. An der Universität stieg er bis zum Institutsleiter und zum stellvertretenden Leiter seiner Fakultät auf. Bis zu seiner Pensionierung 2000 war er 21 Jahre an der Universität und 19 Jahre als Grabungsleiter in Klazomenai tätig.
Bakır war ein international hoch angesehener Forscher. Er war korrespondierendes Mitglied des Deutschen Archäologischen Instituts. Die Trauerfeier in Anwesenheit der Bürgermeisterin von Urla, Sibel Uyar, im Rahmen seiner Bestattung wurde zum Teil in einem 600 Jahre alten Olivenhain auf dem Gelände der Ausgrabungsstätte von Klazomenai durchgeführt.
Bakır forschte neben seiner Grabung in Klazomenai insbesondere zur frühen schwarzfigurigen Vasenmalerei, darunter neben Sophilos etwa zum Maler von Istanbul 7314 oder dem Maler von Berlin 1659. Zu seinen akademischen Schülern gehörte Yaşar Ersoy, der als sein Nachfolger Grabungsleiter in Klazomenai wurde.

## Schriften (Auswahl)
- Der Maler von Istanbul 7314. In: Archäologischer Anzeiger 1978, S. 26–43.
- Sophilos. Ein Beitrag zu seinem Stil (= Keramikforschungen, Band 4), Philipp von Zabern, Mainz 1981, ISBN 3-8053-0446-3.[3]
- Berlin F 1659 Ressami (= Ege Üniversitesi Sosyal Bilimler Fakültesi Yayınları. Band 13). Ege Üniversitesi Sosyal Bilimler Fakültesi, Izmir 1982.